# Monumentenwacht

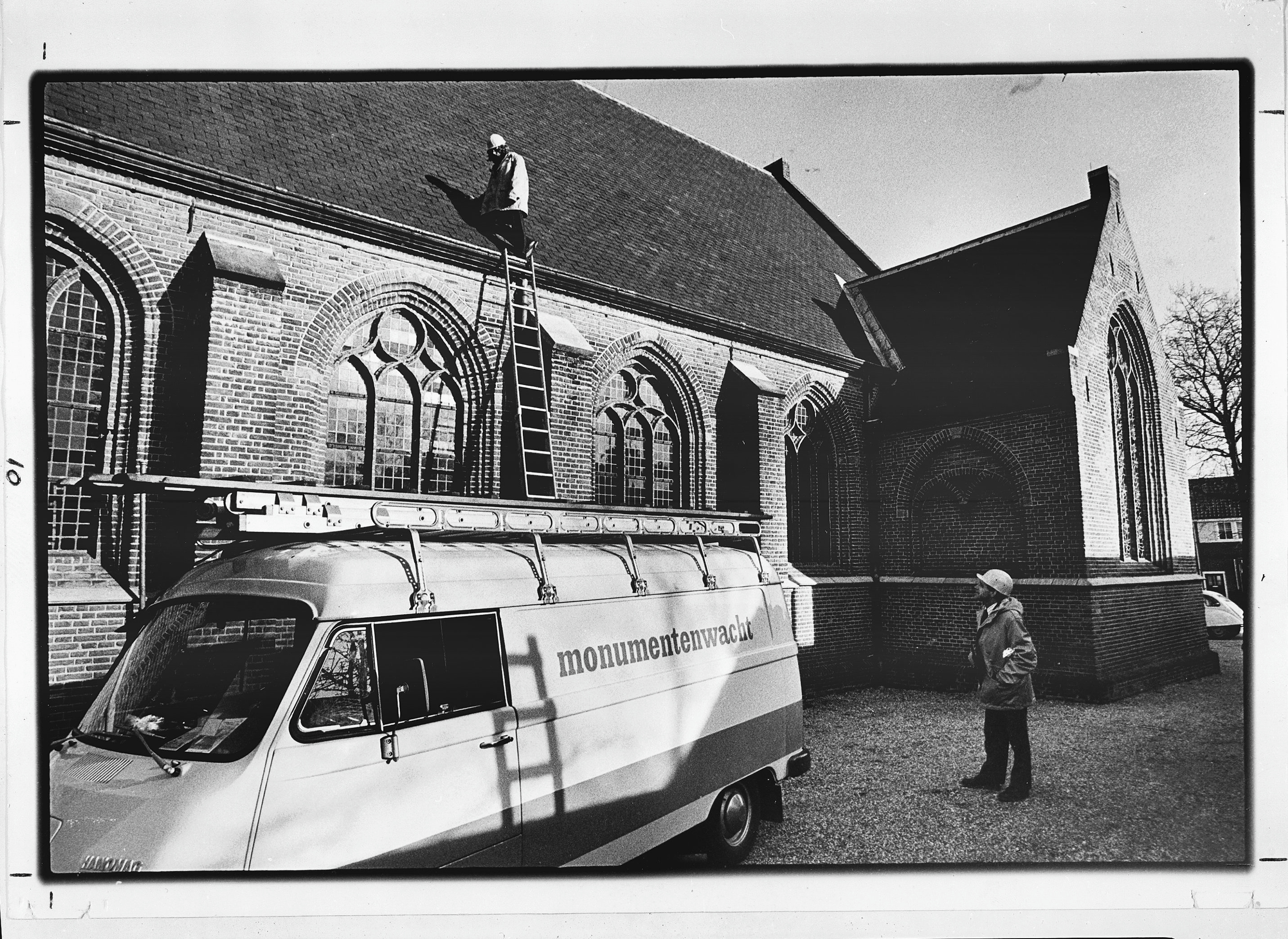
Monumentenwacht in 1974

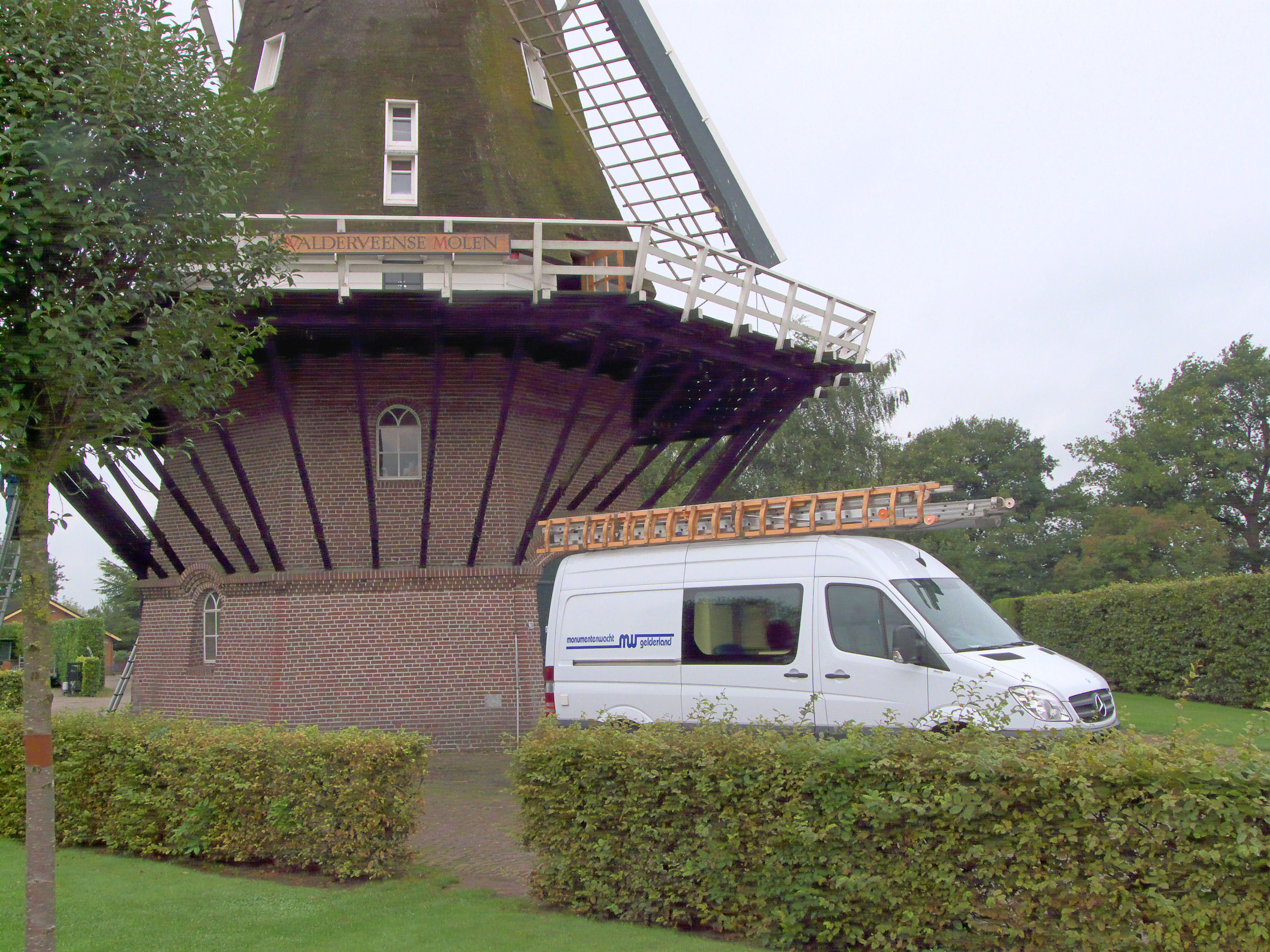
Inspectie van de Walderveense molen door Monumentenwacht Gelderland

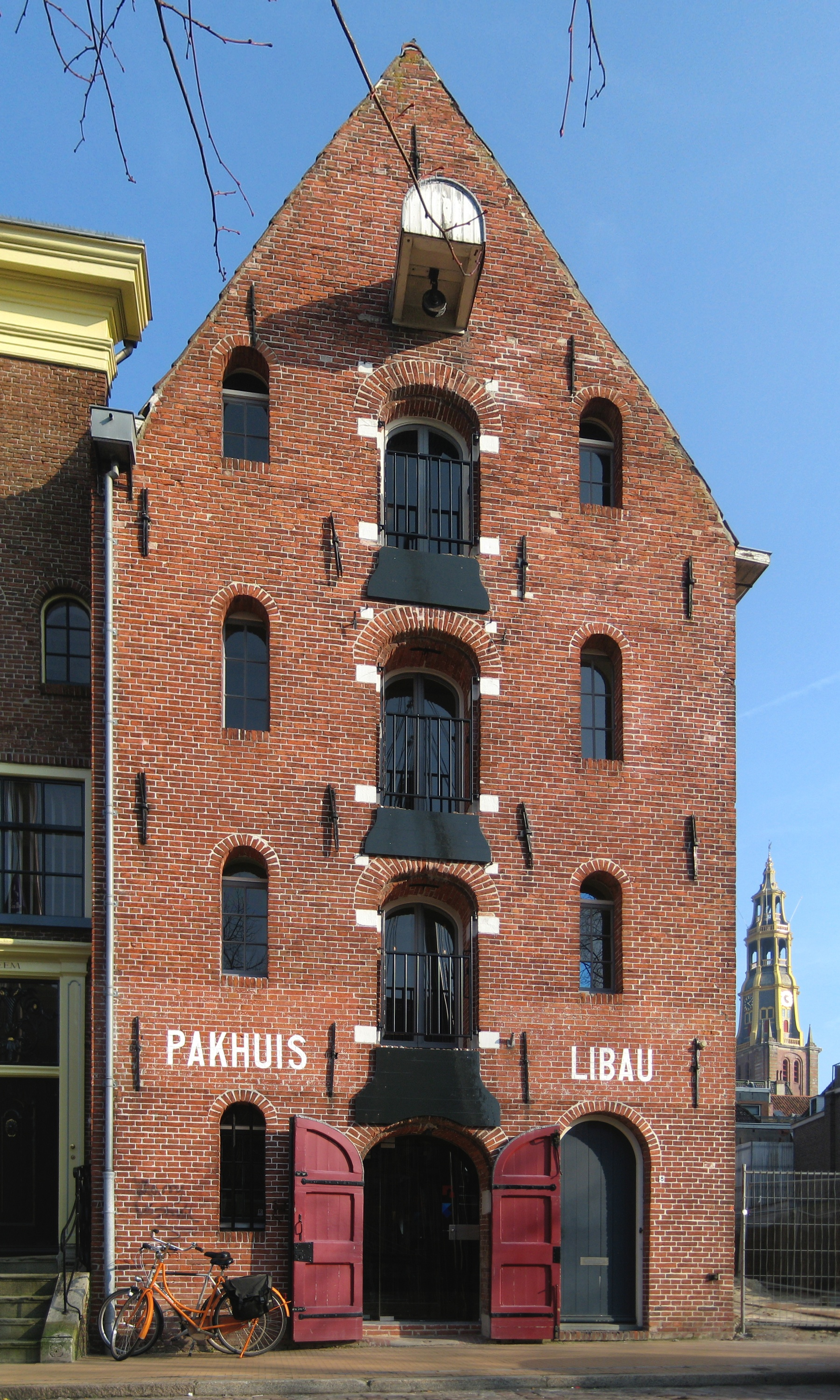
Onderkomen Monumentenwacht Groningen (Pakhuis Libau Groningen)

Monumentenwacht is een instelling die aan haar aangesloten leden (eigenaars of beheerders van een monument of waardevol erfgoed), een inspectiesysteem aanbiedt waarbij de bewaringstoestand van een waardevol gebouw, interieur of kunstvoorwerpen, varend erfgoed en archeologische sites (2011), kortom "erfgoed", regelmatig wordt onderzocht. Na afloop van de inspectie wordt er een rapport opgesteld met daarin concrete aanbevelingen voor onderhoud en herstel. Zo weet men precies welke werken en ingrepen voor instandhouding dringend zijn.

## Nederland

### Aanloop
In Nederland bestaat vanaf 1973 een organisatie onder de naam Monumentenwacht. Voor die tijd waren er echter al organisaties die zorg droegen voor onderhoud, herstel n inspectie van bouwwerken als kerken, verdedigingswerken, kades en torens. In bijvoorbeeld Amsterdam was hiervoor Fabrieksambt, die in de 17e, 18e en 19e eeuw functioneerde als een soort dienst Openbare Werken. Na een periode van mindere aandacht, kreeg monumentenzorg meer maatschappelijke belangstelling in het tweede deel van de negentiende eeuw, hetgeen leidde tot onder meer de Bond Heemschut (1911), de Koninklijke Nederlandse Oudheidkundige Bond (1899), Vereniging Hendrick de Keyser (1918) en Vereniging De Hollandsche Molen (1923). Ook de overheid betoonde zich langzamerhand actiever.  De Monumentenwet in 1961 leidde tot een landelijke inventarisatie van rijksmonumenten. Er kwam een lijst van rijksmonumenten en er waren subsidieregelingen, maar onderhoud stond niet nadrukkelijk op de agenda. Walter Kramer, ambtenaar bij de Rijksdienst voor de Monumentenzorg, drong aan op een geregelde bouwkundige controle van de monumenten en de mogelijkheid gebreken snel te herstellen. Dat zou volgens hem niet alleen tot geldbesparing op termijn leidden, maar ook bijdragen tot behoud van authenticiteit van het monument.

### Stichting
Y. Schakel, directeur van het gelijknamige restauratiebouwbedrijf in Exmorra, deed Kramer het voorstel om samen te komen tot een ‘monumenteninspectiedienst’ of 'monumentenwacht'. Dit leidde in 1973 tot de oprichting van de 'Stichting Monumentenwacht Nederland', gevestigd te Amersfoort. De stichting stelde zich tot doel om maatregelen te nemen om verval van historische bouwwerken tegen te gaan door deze bouwwerken regelmatig te inspecteren en, indien nodig, over te gaan tot herstel. Gedurende een overleg met C.J. Kreb, werkzaam bij de Provinciale Griffie in Groningen, ontstond het idee om in elke provincie te komen tot een monumentenwacht, zodat er duidelijk afgebakende regio's ontstonden en er provinciale subsidies konden worden aangevraagd. In 1973 werden de eerste twee provinciale besturen van provinciale monumentenwachten geïnstalleerd, een in Friesland en een in Groningen. Korte tijd later werd in aanwezigheid van staatssecretaris van CRM Henk Vonhoff in Sint Nicolaasga de eerste (symbolische) inspectie verricht. Later volgden de andere provincies. Alle Nederlandse monumentenwachten werken samen in de Vereniging Provinciale Monumentenwachten Nederland. Elke provincie heeft een zelfstandige monumentenwacht, behalve Zuid-Holland en Zeeland, waar deze een afdeling vormt van respectievelijk  Erfgoedhuis Zuid-Holland en Erfgoed Zeeland.

## Vlaanderen
Monumentenwacht werd in het Vlaams Gewest opgericht in 1992 onder de naam Monumentenwacht Vlaanderen vzw (koepelorganisatie). Het was een initiatief van de Koning Boudewijnstichting (met de steun van de Nationale Loterij) en de Vereniging van Vlaamse provincies (VVP).
Vanaf 1993 werden in de 5 Vlaamse provincies afzonderlijke monumentenwachtverenigingen (vzw's) opgericht die voor het veldwerk (inspecties en rapportage) in de respectievelijke provincies instaan. Momenteel werkt "Monumentenwacht" met de steun van de vijf Vlaamse provincies en van het Ministerie van de Vlaamse Gemeenschap, nu Vlaamse overheid genaamd. 